# Tupac Shakur
Pour les articles homonymes, voir Túpac et Shakur.
Tupac Shakur [tuːpɑːk ʃəˈkʊɚ], plus connu sous les noms de scène de 2Pac et Makaveli (en forme longue Makaveli The Don Killuminati), né le 16 juin 1971 à New York et mort assassiné le 13 septembre 1996 à Las Vegas, est un rappeur, chanteur, poète et acteur afro-américain. Il est considéré comme l'un des plus grands rappeurs de tous les temps,.
Fils d’Afeni Shakur, militante afro-américaine, Tupac est issu d'une famille ayant milité dans les rangs des Black Panthers. Depuis ses débuts, Tupac Shakur compte plus de 75 millions d'albums vendus dans le monde. Le magazine Rolling Stone lui attribue la 86e place de son classement des plus grands artistes musicaux de tous les temps. Parallèlement à sa carrière musicale, il était un acteur prometteur et un citoyen socialement engagé. La plupart des chansons de Tupac parlent d'une enfance issue de la violence et de la misère dans les ghettos, du racisme, des problèmes de société et des conflits avec d'autres rappeurs. Il a milité tout au long de sa carrière pour l'égalitarisme racial. Tupac Shakur fut d'abord un roadie et un danseur pour le groupe de hip-hop alternatif Digital Underground,,. Il a ensuite fait partie des groupes Outlawz, Digital Underground et Thug Life. Son succès contribue largement à l'explosion commerciale mondiale du rap au cours des années 1990. Son charisme, son flow, ses paroles travaillées et sa mort prématurée en font l'une des icônes majeures de ce genre musical : il est l'un des artistes comptant le plus d'albums après sa mort, et est classé 8e célébrité morte rapportant le plus d'argent en 2007, devançant notamment James Brown et Bob Marley.
Tupac sort son premier album, 2Pacalypse Now, en 1991, qui fait de lui un acteur majeur du rap West Coast durant les années 1990. Il réalise au cours de sa carrière plusieurs albums à succès comme Strictly 4 My N.I.G.G.A.Z. en 1993 et Me Against the World en 1995. Cette même année, Tupac Shakur, qui a connu entre-temps des problèmes juridiques, un vol qualifié et une fusillade, entre en rivalité avec les rappeurs de la côte est et notamment son ancien ami : The Notorious B.I.G.. Son album All Eyez on Me, premier album double de l'histoire du hip-hop pour un artiste solo, devient l'un des albums les plus vendus aux États-Unis.
Parmi ses nombreux problèmes juridiques, Tupac est accusé d'avoir commis des abus sexuels dont il nie les faits car aucune preuve concrète n'est apportée, il dira avoir été piégé. Il aura également connu d'autres problèmes juridiques. Le 30 novembre 1994, il se fait tirer dessus à cinq reprises et se fait voler dans le hall d'un studio d'enregistrement à New York. Tupac Shakur soupçonne alors que d'autres figures de l'industrie du rap avaient une connaissance préalable de l'incident et ne l'ont pas averti. Cette controverse a contribué à déclencher la rivalité East Coast/West Coast. Il est ensuite déclaré coupable d'attouchements sexuels envers une fan et condamné à une peine d'emprisonnement. Après avoir purgé onze mois de sa peine, il est libéré sous caution payée par Suge Knight, le PDG du label Death Row Records. En échange de l'aide de Suge, Shakur accepte d'enregistrer 2 albums pour le label Death Row. Le 7 septembre 1996, Tupac Shakur est à nouveau la cible de tirs, mais cette fois fatals, lors d'une fusillade au volant à Las Vegas. Après avoir été conduit à un hôpital de la ville, il meurt d'une insuffisance respiratoire et d'un arrêt cardiaque le 13 septembre 1996. Sa vie, son succès, ses problèmes avec la justice et son assassinat au sommet de sa gloire contribuent à son statut de poète de la rue, mystérieux et mélancolique, et font de Tupac une icône culturelle. De nombreuses controverses et théories du complots entourent d'ailleurs sa mort, près de trente ans après les faits. En 2023 il reçoit son étoile sur le Hollywood Walk of Fame.

## Biographie

### Jeunesse (1971-1990)

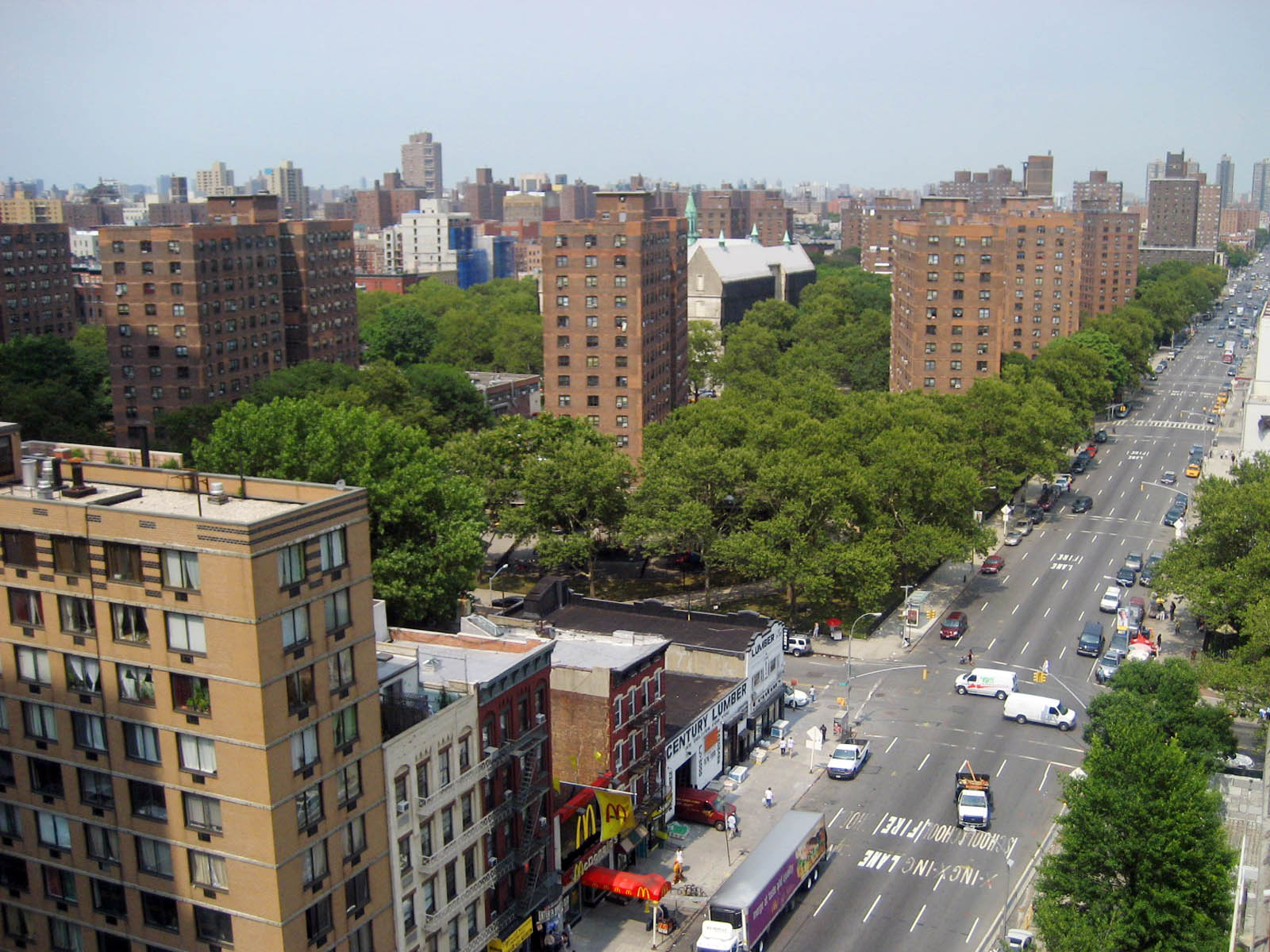
Quartier de East Harlem à Manhattan, où Tupac Shakur est né.

Tupac Amaru Shakur est né le 16 juin 1971 à East Harlem, dans l'arrondissement de Manhattan à New York. Il est nommé ainsi d'après Túpac Amaru II, un révolutionnaire péruvien qui a mené un soulèvement indigène contre l'Espagne et a ensuite été exécuté.
Sa mère Afeni Shakur et son père Billy Garland sont des membres actifs du Black Panther Party à New York dans les années 1960 et début des années 1970. Tupac est né tout juste un mois après l'acquittement de sa mère sur plus de 150 accusations de « complot contre le gouvernement des États-Unis et les monuments de New York », celle-ci étant l'une des Panther 21 arrêtés en avril 1969. Bien que non confirmées par la famille Shakur, plusieurs sources (y compris le rapport du médecin légiste officiel) lui prêtent comme alias « Lesane Parish Crooks »,. Ce nom aurait été inscrit sur l'acte de naissance du fait qu'Afeni craignait des attaques contre son fils ; elle a ainsi choisi de déguiser sa véritable identité en utilisant un nom de famille différent. Elle a donc changé de patronyme plus tard, après sa séparation avec Garland et son mariage avec Mutulu Shakur.
Dès son plus jeune âge, la lutte et l'incarcération rythment la vie de Tupac. Son parrain, Elmer « Geronimo » Pratt, un membre important des Black Panthers, est reconnu coupable du meurtre d'un enseignant lors d'un vol en 1968, mais sa peine est par la suite annulée. Son beau-père, Mutulu Shakur, figure pendant quatre ans sur la liste des dix fugitifs les plus recherchés par le FBI à partir de 1982, alors que Tupac est encore préadolescent. Mutulu est alors soupçonné d'avoir aidé sa sœur Assata Shakur à s'échapper d'une prison dans le New Jersey, où elle est incarcérée pour avoir abattu un policier d'État en 1973. Mutulu est capturé en 1986 et emprisonné pour le braquage en 1981 d'un fourgon de la Brink's, effectué par la Black Liberation Army et la May 19th Communist Organization, au cours duquel deux policiers et un garde sont tués. Tupac a une demi-sœur, Sekyiwa, de deux ans sa cadette, et un demi-frère plus âgé, Mopreme « Komani » Shakur, qui a participé à plusieurs de ses enregistrements. À l'âge de douze ans, Tupac s'inscrit au groupe de théâtre 127th Street Repertory Ensemble de Harlem et est choisi pour interpréter le rôle de Travis, enfant dans la pièce A Raisin in the Sun, qui se joue au célèbre Apollo Theater. En 1986, la famille déménage à Baltimore dans le Maryland. Après avoir terminé sa deuxième année à la Paul Laurence Dunbar High School, Tupac est muté à la Baltimore School for the Arts, où il étudie le théâtre, la poésie, le jazz et le ballet. Il joue des pièces de Shakespeare ainsi que le rôle du roi des souris dans Casse-Noisette. Tupac Shakur, accompagné au beatboxing par l'un de ses amis, Dana « Mouse » Smith, remporte la plupart des nombreux concours de rap auxquels il participe et est considéré comme le meilleur rappeur de son école. Bien qu'il n'ait pas de vêtements à la mode, Tupac est l'un des enfants les plus populaires de son école en raison de son sens de l'humour, d'excellentes compétences en rap et de sa facilité à se lier avec toutes les foules. Il développe une étroite amitié avec la jeune Jada Pinkett, la future femme de Will Smith, amitié qui durera jusqu'à sa mort. Dans le documentaire Tupac: Resurrection, Tupac Shakur déclare : « Jada est mon cœur. Elle sera mon amie pour toute ma vie ». Pinkett, de son côté, déclare qu'il est « l'un de mes meilleurs amis. Il était comme un frère. C'était au-delà de l'amitié pour nous. Le type de relation que nous avions ne se rencontre qu'une fois dans une vie. » Un poème écrit par Shakur intitulé Jada apparaît dans son livre, The Rose That Grew From Concrete, qui comprend aussi un poème dédié à Pinkett appelé The Tears in Cupid's Eyes. Pendant sa période à l'école des arts, Shakur est membre de la branche jeunesse du Parti communiste des États-Unis d'Amérique et entretient une relation amoureuse avec la fille du directeur du parti pour la ville de Baltimore,.

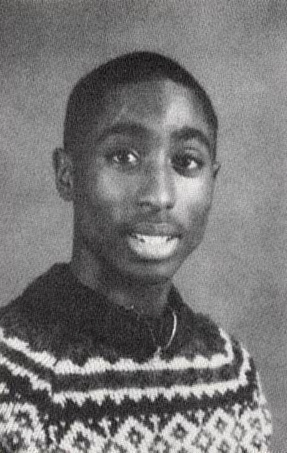
Le rappeur américain Tupac Shakur adolescent, dans un annuaire de la Baltimore School of the Arts de 1988.

En juin 1988, Tupac et sa famille déménagent à nouveau, cette fois à Marin City en Californie, où il étudie à la Tamalpais High School. En 1989, Tupac commence à fréquenter les cours de poésie de Leila Steinberg. Cette même année, Steinberg organise un concert avec un ancien groupe de Tupac Shakur, Strictly Dope. Après le concert, Tupac signe avec Atron Gregory et est recruté dans le tout nouveau groupe de hip-hop d'Oakland, Digital Underground. En 1990, il est engagé comme danseur et roadie du groupe,,.

### Début de carrière (1991-1993)
Avant d'utiliser ses nom et prénom comme nom de scène, Tupac Shakur se faisait connaître en tant que MC New York lors de ses débuts à Baltimore.
La carrière professionnelle de Tupac Shakur commence au début des années 1990, lorsqu'il réalise un couplet du morceau Same Song de Digital Underground sur la bande originale du film Nothing but Trouble, dans lequel il apparaît également avec le groupe. En tournée, il en profite pour développer son propre matériel. Tupac fait une première apparition sur le second album de Digital Underground, This Is an EP Release, publié au printemps 1991 et classé 29e au Billboard 200. Il participe aussi à leur troisième album, Sons of the P. Le 12 novembre la même année, il lance son premier album solo, 2Pacalypse Now, qui atteint la 64e place du Billboard 200 (RIAA). Au départ, Tupac rencontre des difficultés pour commercialiser cet album, mais les dirigeants d'Interscope Records, Ted Field et Tom Whalley, acceptent finalement de le distribuer. L'album remporte un grand succès grâce aux dénonciations qu'il y fait, et à sa forte implication politique. Le titre Brenda's Got a Baby (en) atteint la 23e place du Top 30 R'n'B. Toutefois, ses textes crus et vulgaires lui valent la critique du vice-président des États-Unis Dan Quayle et de groupes de parents. De plus, 2Pacalypse Now ne fait pas aussi bien dans les classements que ses successeurs, aucun de ses titres n'atteignant les dix premières places.
Son deuxième album, Strictly 4 My N.I.G.G.A.Z., est publié le 16 février 1993. L'album atteint la 24e place du Billboard 200, et est certifié disque de platine par la RIAA. L'album, principalement produit par Randy « Stretch » Walker (le meilleur ami de Shakur et son associé à l'époque) et Live Squad (en), génère deux hits, Keep Ya Head Up (en) et I Get Around (en), ce dernier avec en featuring Shock G (en) et Money-B (en) de Digital Underground. Il s'agit de l'un des dix albums les plus vendus de toute sa discographie, avec 1 366 000 exemplaires écoulés comptabilisés en 2004. La notoriété de Tupac Shakur s’accroît ensuite grandement grâce à sa performance dans le film Juice d'Ernest R. Dickerson en 1992. Ce rôle lui en vaut un second en 1993 dans Poetic Justice de John Singleton dans lequel il joue aux côtés de Janet Jackson. À la fin de cette même année, on le voit également dans le film de basket-ball Above the Rim.

### Démêlés judiciaires (1991-1994)
S'il retient surtout l'attention sur les plans musical et cinématographique, Tupac Shakur acquiert néanmoins une mauvaise réputation par ses conflits récurrents avec la justice. En octobre 1991, il entame des poursuites civiles et demande dix millions de dollars d'indemnisation aux policiers municipaux d'Oakland, affirmant qu'ils l'auraient brutalement battu pour avoir traversé la rue imprudemment.
En 1992, un policier d'État du Texas est tué par un adolescent qui écoutait 2Pacalypse Now, album qui contient des chansons sur le meurtre de policiers, notamment la chanson Violent. Ce drame provoque un tourbillon médiatique. Dan Quayle, vice-président des États-Unis à l'époque, exige que l'album soit retiré des magasins de musique et des médias à travers le pays, ce que le label Interscope refuse. Tupac Shakur réplique que son premier album expose les problèmes auxquels sont confrontés les jeunes afro-américains, mais il est critiqué pour son langage explicite et ses images de violence à l'encontre de l'application des lois. Quayle dénonce publiquement l'album comme n'ayant « pas de place dans notre société ».
Le 22 août 1992, à Marin City, Tupac Shakur rappe lors d'un festival en plein air puis reste pour signer des autographes. Après environ une heure de dédicaces, des remarques négatives que Tupac Shakur avait faites à propos de Marin City resurgissent et le ton monte. Tupac sort alors de sa poche un 9 mm court, mais il laisse tomber l'arme. Il crie : « Ramasse le flingue ! » à son frère Mopreme, qui tire entre trois et six balles. Un enfant de six ans est tué, touché au front. Son nom est Qa'id Walker-Teal, il roulait à vélo dans une cour d'école à une centaine de mètres de la scène. Tupac et Mopreme abandonnent leur voiture et sont arrêtés par une foule en colère, en face d'un poste de police. Les policiers viennent à leur secours et placent en garde à vue les deux frères, qui seront finalement libérés sans inculpation. En 1995, un procès civil est intenté par la mère de Qa'id. L'avocat de Shakur déclare que le festival a « mal tourné » et Tupac est attristé par la mort du garçon. La maison de disques de Tupac Shakur règle la poursuite judiciaire pour un montant évalué entre 300 000 et 500 000 $.
En octobre 1993, à Atlanta, deux frères et policiers hors service, Mark et Scott Whitwell, célèbrent avec leurs épouses le succès de Mme Whitwell à l'examen du barreau de l'État. Tandis qu'ils traversent la rue, une voiture, dans laquelle Tupac se trouve, les frôle. Les Whitwell ont une altercation avec le conducteur, Tupac Shakur et les autres passagers, qui sont ensuite rejoints par une deuxième voiture. Tupac Shakur tire sur un agent dans les fesses, et sur l'autre à la jambe, le dos ou l'abdomen, selon les sources. Personne d'autre n'est blessé. Mark Whitwell est accusé d'avoir tiré sur la voiture de Tupac Shakur et d'avoir ensuite menti à la police pendant l'enquête. Tupac Shakur, pour sa part, est accusé d'avoir tiré sur l'agent. Les procureurs finiront par abandonner toutes les accusations portées contre les parties,.
En novembre 1993, une fan porte plainte contre Tupac Shakur et d'autres personnes pour agression sexuelle : le rappeur l'aurait violée dans une chambre d'hôtel puis encouragé ses amis à abuser d'elle. Tupac Shakur réfute totalement les accusations. Selon lui, il aurait eu des relations consenties avec la jeune femme durant les jours précédents : d'abord une fellation dans une discothèque, puis des relations sexuelles dans la chambre d'hôtel du rappeur. Les accusations portent sur le jour où la femme est revenue dans la chambre, où elle prétend que Shakur et son entourage l'auraient soumise à un gang bang. Elle lui aurait dit en partant : « Pourquoi les as-tu laissés me faire ça ? »,. En réponse aux accusations et menaces de poursuite judiciaire, Tupac Shakur déclare qu'il se serait endormi peu après son arrivée et plus tard réveillé. À l'issue du procès, Tupac Shakur est reconnu coupable d'abus sexuels et condamné à un an et demi d'emprisonnement. Le juge décrit le crime comme « un acte de violence brutale contre une femme sans défense »,,. Le 28 novembre 1994, Tupac déclare à la sortie du tribunal après avoir entendu les accusations et les plaidoiries : « Ceci [le procès] est par rapport à mon image. […] Ils [les médias] m'ont construit et me détruisent aujourd'hui sur la même image qu'ils ont diffusée ».
En 1994, Tupac est reconnu coupable d'avoir attaqué l'un des producteurs du film Menace 2 Society, Allen Hughes, lors du tournage d'un clip. Il est condamné à quinze jours de prison, des journées de travaux avec une entreprise de génie civil, des travaux d'intérêt général et une amende de 2 000 $.

### Thug Life (1993)
À la fin de l'année 1993, Tupac Shakur forme le groupe Thug Life avec un certain nombre de ses amis, dont Big Syke, Macadoshis et Rated R, et son demi-frère Mopreme. Le groupe publie son unique album enregistré Thug Life: Volume 1 le 26 septembre 1994, classé 42e du Billboard 200, et certifié disque d'or par la RIAA. L'album contient le single Pour Out a Little Liquor, produit par Johnny "J" (en), qui produira plus tard une grande partie de l'album de Tupac All Eyez on Me. Le groupe effectue généralement ses concerts sans Tupac.
À l'époque, la notion de Thug Life est considérée comme une philosophie de vie par Tupac, qui utilise l'expression pour définir le style de vie qu'il a vécu. Il tourne Thug Life (littéralement « vie de voyou ») en un acronyme, qu'il baptise The Hate U Give Little Infants Fucks Everybody (« la haine que vous transmettez aux enfants se retourne contre nous tous »). Tupac le définit comme un mode de vie où les gens réussissent en partant de rien et en surmontant tous les obstacles pour atteindre leurs objectifs. En d'autres termes, une personne née riche ou issue d'un milieu aisé ne vit pas une « Thug Life », parce qu'elle n'a pas besoin de lutter pour survivre. En raison de l'utilisation constante de l'expression par Tupac, celle-ci est devenue synonyme de son nom et il se l'est même fait tatouer sur le ventre. Contrairement à ce que peut laisser croire une traduction littérale, l'acronyme n'a rien à voir avec le fait d'être un gangster ou un criminel puisqu'il dénonce toutes les idéologies socialement oppressives enseignées durant l'enfance qui peuvent nous affecter négativement une fois adultes. Tupac dit par ailleurs : « Je ne suis pas un gangster et ne l'ai jamais été. Je ne suis pas le voleur qui s'empare de votre sac à main. Je ne suis pas le gars qui fait du carjacking. […] J'ai un emploi. Je suis un artiste ».

### Agression à New York (1994)
Dans la nuit du 30 novembre 1994, à la veille de l'annonce du verdict de son procès pour abus sexuels, Tupac et trois hommes de son entourage, dont son manager Freddie Moore et le rappeur et producteur « Stretch » Walker, entrent dans le hall des Quad Recording Studios à Manhattan. Deux hommes armés, en treillis, commencent à les suivre et, avant qu'ils n'arrivent aux ascenseurs, sortent leurs armes à feu et braquent le groupe de Tupac. Ce dernier tente de se défendre en portant la main à son arme à feu. Dans la lutte, Tupac Shakur reçoit cinq balles, dont deux à la tête, deux dans l'aine et une à travers le bras et la cuisse, tandis que son manager est touché une fois. Les agresseurs partent alors avec 40 000 $ de bijoux. Tupac survit à l'assaut, essentiellement car ses blessures ne touchaient pas de points vitaux, y compris les balles ayant atteint le rappeur à la tête, qui n'ont pas pénétré la voute crânienne,. Tupac est pris en charge par les médecins de l'hôpital Bellevue où il est admis immédiatement après l'incident. Il sort de l'hôpital, malgré les réticences du personnel médical, trois heures après l'opération chirurgicale.
Tupac accusera Sean Combs(alias Puff Daddy), Andre Harrell et The Notorious B.I.G., sur lesquels il est tombé nez à nez juste après l'agression. Tupac décrira la scène comme très étrange, rapportant que personne parmi eux n'a bougé le petit doigt pour l'aider et qu'ils le regardaient fixement comme s'ils étaient étonnés qu'il soit encore en vie. Tupac Shakur soupçonne également son ami et associé, Randy « Stretch » Walker, d'être impliqué dans la tentative de meurtre. Le lendemain, Tupac Shakur assiste au verdict de son procès en fauteuil roulant, où il est reconnu coupable de trois chefs d'accusation dont celui d'attentat à la pudeur, et innocent de six autres. Le 6 février 1995, il est condamné à un an et demi et quatre ans et demi de prison.
Un an plus tard, le 30 novembre 1995, « Stretch » est assassiné de plusieurs balles dans le dos au volant de sa mini-fourgonnette par trois hommes faisant feu depuis le côté de son véhicule à Queens Village. Sa camionnette percute alors un arbre et heurte un véhicule stationné avant de se retourner.
Le 27 mars 2008, le Los Angeles Times publie des excuses à Sean « Puffy » Combs pour l'avoir accusé d'avoir joué un rôle dans l'agression de novembre 1994. L'article indiquait que Tupac Shakur a été amené au studio par les associés de Biggie pour l'abattre et ainsi favoriser Biggie. Le journal s'est fondé sur de faux documents et le site web The Smoking Gun (en) a démontré leur contradiction. Le 15 juin 2011, Dexter Isaac, un meurtrier déjà incarcéré, publie un communiqué où il explique avoir été engagé par le grand dirigeant de l'industrie du divertissement James Rosemond : « En 1994, James Rosemond m'a engagé pour cambrioler Tupac Shakur au Quad Studio. Il m'a donné 2 500 dollars et permis de garder tous les bijoux que je trouverais, à l'exception d'une bague qu'il voulait pour lui. C'était la plus grosse de deux bagues à diamant qu'on a volées. Il disait qu'il voulait mettre le diamant sur un nouvel anneau pour sa petite amie de l'époque, Synthia Ried. J'ai encore comme preuve une chaîne qu'on a prise ce soir-là. »

### Emprisonnement (1995)
Le 14 février 1995, Tupac Shakur commence à purger sa peine à la prison de Dannemora. En mars, il sort son premier album multi-platine Me Against the World, qui contient le single Dear Mama en hommage à sa mère. Le disque devient directement numéro un au Billboard 200 et le reste pendant cinq semaines, faisant de Tupac l'unique artiste à décrocher une première position tout en purgeant une peine d'emprisonnement. L'album se vend à 240 000 exemplaires la première semaine, établissant un record de ventes la première semaine pour un rappeur solo à l'époque. Alors qu'il purge sa peine, il épouse sa petite amie de longue date, Keisha Morris, le 4 avril 1995. Le couple divorcera en 1996. En prison, Shakur lit des livres de Nicolas Machiavel, dont Le Prince, L'Art de la guerre de Sun Tzu et d'autres ouvrages de stratégie et philosophie politique. Pendant son incarcération, Tupac écrit également un scénario intitulé Live 2 Tell, l'histoire d'un adolescent qui devient un baron de la drogue.
En octobre 1995, l'affaire est révisée en appel, mais en raison de tous ses frais juridiques Tupac ne peut réunir le montant demandé pour la caution. Après avoir purgé onze mois de sa peine, Tupac Shakur sort de prison grâce en grande partie à l'aide et l'influence de Suge Knight, le directeur de Death Row, qui paie une caution de 1,4 million $, attendant en retour que Tupac signe et enregistre trois albums avec son label.

### Death Row Records (1996)
À sa sortie de prison, Tupac Shakur retourne immédiatement en studio, où il forme un nouveau groupe baptisé Outlaw Immortalz. Tupac Shakur commence à enregistrer son premier album avec Death Row et sort le single California Love peu de temps après. Le 13 février 1996, Tupac lance son quatrième album solo, All Eyez on Me, le premier double album de l'histoire du hip-hop qui soit composé uniquement de titres originaux. Le disque entre directement en première position et est certifié quintuple platine au cours de l'automne, se vendant finalement à plus de neuf millions d'exemplaires aux États-Unis.[réf. nécessaire] En comparaison avec Me Against the World, l'album est davantage orienté vers une mentalité de gangster et les intimidations envers d'autres rappeurs. Tupac Shakur poursuit ses enregistrements en dépit des problèmes croissants du label Death Row (notamment le départ de Dr. Dre de son poste de producteur-maison pour former son propre label, Aftermath). Tupac Shakur continue à produire des centaines de morceaux durant sa période à Death Row, dont la plupart seront placés sur ses albums posthumes R U Still Down? (Remember Me), Still I Rise, Until the End of Time, Better Dayz, Loyal to the Game et Pac's Life. Il entame également le processus d'enregistrement d'un album intitulé One Nation avec le groupe Boot Camp Clik et leur label Duck Down Records basé à New York. Bien qu'il ait un nouvel album couronné de succès, Tupac Shakur commence à se lasser du hip-hop et se concentre de plus en plus sur le cinéma et la politique et au cours de ce même été 1996, il tourne deux films, Bullet et Gridlock'd,,.

#### Accentuation du conflit avec Puff Daddy et Notorious BIG
Le 4 juin 1996, il publie avec les Outlawz la diss track Hit 'Em Up, une attaque verbale contre Biggie et son associé Puff Daddy. Dans la chanson, Tupac Shakur prétend avoir eu des rapports sexuels avec Faith Evans (« you claim to be a player but I fucked your wife »), la femme de Biggie à l'époque, et remet en cause la street credibility des membres de Bad Boy Records. Bien qu'aucune preuve tangible ne le confirme, Tupac Shakur est convaincu que certains membres de Bad Boy avaient connaissance de l'agression de 1994 en raison de leur comportement cette nuit-là et de ce que ses sources lui ont dit. Tupac Shakur s'aligne sur Suge Knight, PDG de Death Row, dont les relations avec Sean Combs se sont grandement dégradées à la suite d'un incident en 1995 au Platinum Club à Atlanta ayant abouti à la mort de l'ami et garde du corps de Suge, Jake Robles. Suge Knight est catégorique en exprimant ses soupçons concernant l'implication de Combs. La signature de Tupac avec Death Row ajoute de l'huile sur le feu au conflit entre les côtes Est et Ouest. Les deux parties resteront des ennemis acharnés jusqu'à la mort de Tupac Shakur. Le 4 juillet 1996, Tupac joue en live à la House of Blues avec Outlawz, Tha Dogg Pound, Snoop Dogg et Nate Dogg. Il s'agit de l'ultime concert de Tupac Shakur.
Tupac se brouille également avec Snoop Dogg qui déclara, au cours d'une interview, ne pas en vouloir à Puff Diddy et Notorious B.I.G, qu'il considère comme des amis, et qu'il souhaite que les tensions s'apaisent afin qu'ils puissent faire de la musique normalement. Considérant cette prise de position comme un manque de loyauté, Tupac se refuse alors à adresser la parole à Snoop Dogg jusqu'à sa disparition en septembre,,.
Son dernier album posthume The Don Killuminati: The 7 Day Theory sortit le 5 novembre 1996 sera son dernier grand succès posthume réapprécié au fur et à mesure des années mais donnera lieu aussi à de nombreuses interprétations,.

## Assassinat
Dans la nuit du 7 septembre 1996, Tupac Shakur assiste au match de boxe entre Mike Tyson et Bruce Seldon au MGM Grand à Las Vegas. En sortant de l'hôtel-casino, l'un des associés de Suge Knight repère Orlando « Baby Lane » Anderson, un membre des Crips, dans le hall du MGM Grand et avertit Tupac, qui se jette sur Anderson, bientôt rejoint par Suge et ses associés. La bagarre est enregistrée par les caméras de surveillance de l'hôtel. Quelques mois auparavant, Anderson et un groupe de Crips avaient volé un membre de l'entourage de Death Row dans un magasin Foot Locker, expliquant l'attaque de Tupac Shakur. Après la bagarre, Tupac doit se rendre avec Suge au Club 662. Craignant des représailles, Franck Alexander, le garde du corps de Shakur, lui suggère de porter un gilet pare-balles qu'il tend au rappeur, qu'il déclina. Il monte dans la BMW E38 berline noire de Suge au sein d'un grand convoi comportant de nombreuses personnes de l'entourage de Tupac Shakur. Le garde du corps de Tupac Shakur suit la BMW quelques mètres derrière dans un véhicule appartenant à Kidada Jones, la petite amie de Tupac à l'époque. Il a déclaré qu'il s'apprêtait à monter avec le rappeur dans la voiture de Suge, lorsque Tupac Shakur lui a demandé de conduire la voiture de Kidada au cas où ils auraient été trop ivres et auraient eu besoin de véhicules supplémentaires en sortant du Club 662.
À 22 h 55, lors d'un arrêt à un feu rouge, Tupac Shakur baisse la vitre et un photographe, Leonard Jefferson reconnait le rappeur et après un bref échange, prend la dernière photographie de Tupac Shakur vivant. Vers 23 h 5, la BMW est arrêtée par la police à vélo sur Las Vegas Strip car le volume de l'autoradio est trop élevé, et pour absence de plaques d'immatriculation sur la voiture ; les plaques seront par la suite retrouvées dans le coffre de la voiture. Quelques minutes plus tard, ils repartent sans recevoir d'amende,. Vers 23 h 10, à un nouvel arrêt à un feu tricolore sur la route de Flamingo, près de l'intersection de Koval Lane en face de l'hôtel Maxim, un véhicule occupé par deux femmes s'arrête sur le côté droit. Tupac Shakur, qui se tient debout à travers le toit ouvrant, échange quelques mots avec les deux femmes, et les invite au Club 662. À 23 h 14, une Cadillac Fleetwood blanche s'approche du côté passager de la BMW, les passagers baissent l'une des fenêtres et tirent une rafale de quatorze coups de feu à moins de quatre mètres de distance. Alors qu'il tente de se protéger en essayant de passer sur les sièges arrière du véhicule, Tupac est touché à quatre reprises, dont deux blessures mortelles à la poitrine et l'abdomen, une balle qui lui perfore le bassin et la main droite, et la cuisse,,. L'une des balles a ricoché dans le poumon droit. Suge est légèrement blessé à la tête par des fragments de balles et des éclats de verre, même si on estime qu'une balle l'a effleuré. Selon Suge, une balle de la fusillade s'est logée dans son crâne, mais les rapports médicaux ultérieurs contrediront cette déclaration,. Ni l'arme à feu ni les occupants du véhicule ne seront retrouvés et formellement identifiés comme auteurs de l'assaut. Des douilles seront prélevées sur place et révèleront que les coups de feu provenaient d'un Glock 22 calibre .40 Smith & Wesson, arme de prédilection des gangs en activité de Los Angeles.
Peu de temps après l'agression, le garde du corps a rapporté dans son documentaire, Before I Wake, que l'une des voitures du convoi a suivi la Cadillac après l'assaut sans réussir à l'intercepter.
Immédiatement après les coups de feu, Suge démarre le véhicule et fait demi tour en direction de East Flamingo. La voiture monte sur le trottoir en contre-sens de la circulation avant de s'immobiliser au abords de la route. Le sergent Chris Carroll est le premier policier sur les lieux. Il tient en joue Suge Knight, hystérique et en état de choc, ainsi que son entourage, dont le garde du corps de Tupac, qui s'approchaient de la BMW pour venir en aide au rappeur, devant des riverains interpellés par l'animation autour du véhicule. L'entourage est sommé de se mettre au sol. Le sergent Carroll inspecte la BMW et recueille le corps inerte de Tupac après avoir débloqué le mécanisme de verrouillage de la portière du côté passager, endommagé par les impacts de balles. Shakur agonise et gémit de douleur, il lutte en gardant son attention portée à son entourage malgré les sollicitations du sergent Carroll,. Le policier s'adresse à plusieurs reprises au rappeur en lui demandant « Qui vous a tiré dessus ? ». Après plusieurs tentatives désespérées pour parler, Shakur fixe l'agent et lui adresse une insulte avant qu'il ne perde connaissance au bout de quelque instants,,.
La police et les ambulanciers emmènent Suge et Tupac à l'University Medical Center. À son arrivée à l'hôpital, le rappeur est transporté en soins intensifs où il est intubé et ventilé artificiellement. Tupac a perdu beaucoup de sang et la pression artérielle de ce dernier ne cesse de décliner. Il souffre d'hypotension et est traité avec des fluides et des transfusions de sang par voie intraveineuse, avant son introduction au bloc opératoire. Shakur fut amputé de son poumon droit, les chirurgiens n'arrivant pas à résorber l'hémorragie provoqué par l'impact d'une balle qui s'y était logée, ainsi que d'un doigt partiellement sectionné durant l'assaut, qui fut amputé,,.
D'après une interview du producteur de clips Gobi, proche de Tupac, un employé de Death Row lui aurait dit que les tireurs avaient appelé la maison de disques et auraient envoyé des menaces de mort visant Tupac Shakur, affirmant qu'ils allaient « l'achever ». Après avoir entendu cela, Gobi a immédiatement alerté la police de Las Vegas, mais les policiers ont répondu qu'ils étaient en sous-effectif et ne pouvaient être déployés. Au cours de son hospitalisation, Tupac Shakur maintenu sous sédatifs, respire à l'aide d'un masque et d'un respirateur artificiel en réanimation,,.
De l'avis général, Tupac fut inconscient et maintenu en coma artificiel pratiquement tout au long de son hospitalisation. Bien que quelques témoignages discordants affirment qu'ils aient parlé ou encore que le rappeur avait essayé à plusieurs reprises de sortir de son lit, la majorité des affirmations émanant des proches du rappeur l'ayant visité mais également le personnel hospitalier, ont invoqué que la condition critique du rappeur ne lui permettait pas de se mouvoir ou de parler,,. La fiancée du rappeur, Kidada Jones, confessera avoir été l'une des dernières personnes à s'être adressé au rappeur qui, selon elle, se trouvait alors en état de semi-conscience,.
Bien qu'il ait été transféré dans un centre de traumatologie et qu'il ait subi une multitude d'interventions chirurgicales, Tupac Shakur passe la phase critique du traitement médical et les médecins lui donnent alors 50 % de chances de s'en sortir. Gobi quitte le centre médical après avoir été informé que Tupac Shakur a récupéré 13 % de ses facultés lors de la sixième nuit d'hospitalisation. L'après-midi du 13 septembre 1996, à l'unité de soins intensifs, Tupac Shakur est victime d'une hémorragie interne. Les médecins tentent de le réanimer mais ne parviennent pas à résorber l'hémorragie,. Sa mère, Afeni, prend la décision de dire aux médecins de ne pas insister davantage,. Tupac Shakur est déclaré mort à 16 h 03 heure locale. La cause officielle du décès est une insuffisance respiratoire et un arrêt cardiorespiratoire résultants de ses multiples blessures par balles. Le corps de Tupac Shakur est incinéré le lendemain, après avoir été autopsié, et une partie de ses cendres auraient par la suite été mélangées avec du cannabis pour être fumées par les membres des Outlawz, ce que dément sa famille.

## Controverses autour de sa mort
En grande partie à cause d'un manque d'avancées par les forces de l'ordre dans l'enquête sur l'assassinat de Tupac Shakur, de nombreuses enquêtes indépendantes et théories sont apparues. En raison de l'acrimonie entre Tupac et The Notorious B.I.G., son ami devenu rival et qui sera lui aussi assassiné quelques mois plus tard, en mars 1997, une possible implication de Biggie fut rapidement suggérée. Biggie, ainsi que sa famille et ses associés, nient avec véhémence toutes les accusations. En 2002, le Los Angeles Times publie une tribune du journaliste d'investigation et lauréat du prix Pulitzer Chuck Philips, qui prétend avoir découvert des preuves impliquant Biggie, Orlando Anderson et les Southside Crips lors de l'attaque. Philips cite des membres de gangs restés anonymes qui estiment que Biggie avait des liens avec les Crips, les enrôlant souvent pour assurer sa sécurité lors de ses déplacements sur la West Coast, et que Biggie était de connivence avec les Crips pour assassiner Tupac Shakur. En 2008, le site The Smoking Gun signale que les documents invoqués par Philips sont frauduleux. Le L.A. Times publie alors un erratum officiel en première page concernant l'histoire de Philips. Moins de cinq mois plus tard, Philips quitte le Los Angeles Times.
La complexité des deux meurtres des rappeurs et la violence des gangs qui a suivi attirent l'attention du cinéaste anglais Nick Broomfield. Il réalise le documentaire Biggie and Tupac, dans lequel il dénonce l'absence d'avancées dans les deux affaires et donne la parole aux proches des deux rappeurs ainsi qu'aux témoins que la police n'a pas entendus. L'ami d'enfance de Tupac et membre des Outlawz, Yaki Kadafi, était dans le convoi lors du « drive-by » et avait indiqué à la police qu'il pourrait être en mesure d'identifier les assaillants. Cependant, il fut abattu deux mois après Tupac à Irvington.
D'autres théories insistent sur la conscience politique que Tupac a développée, grâce à ses parents et à ses proches amis, pendant son incarcération et à sa sortie de prison. Il comptait ainsi créer un mouvement politique dans la droite lignée des Black Panthers dès 1995 et avait d'ailleurs participé à de nombreuses réunions en ce sens. Tupac Shakur avait d'ailleurs choisi un nouveau surnom sans équivoque, Makaveli The Don Killuminati.
En 2021, la police de Los Angeles a annoncé avoir officiellement clôturé l'enquête sur la mort de Tupac, affirmant qu'il s'agissait d'une perte de temps et que l’enquête était à présent trop coûteuse et compliquée pour la poursuivre. L’assassinat de 2Pac restera donc vraisemblablement un cold case.
En juillet 2023, la police du Nevada annonce la perquisition d'une maison à Henderson dans le cadre de l'enquête sur l'assassinat du chanteur. En septembre de la même année, Duane Davis alias « Keffe D », ancien membre d’un gang, affirmant être le conducteur du véhicule d'où ont été tirés les quatre coups de feu est arrêté et mis en examen pour meurtre.

## Influences

Graffiti représentant Tupac Shakur, à New York.

La musique et la philosophie de Tupac sont ancrées dans de nombreuses entités Américaines, Afro-Américaines et mondiales, dont le Black Panther Party, le nationalisme noir, l'égalitarisme et la liberté. Son premier album, 2Pacalypse Now, révèle la conscience sociale de Tupac Shakur en attaquant l'injustice sociale, la pauvreté et la brutalité de la police avec les chansons Brenda's Got a Baby, Trapped (en) et Part Time Mutha. Cet album est fortement influencé par la conscience sociale et l'afrocentrisme omniprésents dans le hip-hop à la fin des années 1980 et au début des années 1990. Avec ce premier album, Shakur contribue à accroître la popularité de groupes de rap tels que Boogie Down Productions, Public Enemy, X-Clan (en) et Grandmaster Flash en devenant l'un des premiers grands rappeurs conscients de la côte Ouest. Sur son deuxième album, Strictly 4 My N.I.G.G.A.Z., Tupac Shakur continue à rapper sur les maux sociaux auxquels sont confrontés les Afro-Américains, avec des chansons comme The Streetz R Deathrow et Last Wordz. Il montre également sa compassion avec l'hymne Keep Ya Head Up et son agressivité avec le titre éponyme de l'album, et il ajoute un hommage à son ancien groupe Digital Underground en les incluant sur le morceau I Get Around.
Les thèmes contradictoires de l'inégalité sociale, l'agressivité, la compassion, l'espièglerie et l'espoir continuent de marquer le style de Tupac Shakur, comme en témoigne la sortie de son troisième album personnel Me Against the World. En 1996, Tupac Shakur sort le double album All Eyez on Me. Plusieurs de ces morceaux sont considérés par de nombreuses critiques comme des classiques, dont Ambitionz Az a Ridah, I Ain't Mad at Cha (en), California Love, Life Goes On et Picture Me Rollin. All Eyez on Me marque un changement de style par rapport à ses œuvres antérieures. Bien que contenant encore des chansons socialement conscientes, cet album est davantage tourné vers des morceaux joyeux. Shakur a décrit l'album comme une célébration de la vie et il a rencontré un grand succès critique et commercial.
Tupac Shakur était un lecteur vorace et s'inspirait d'une grande variété d'écrivains, dont Nicolas Machiavel, Sun Tzu, Kurt Vonnegut, Mikhaïl Bakounine, Maya Angelou, Alice Walker, Khalil Gibran et Donald Goines. Dans son livre Holler if You Hear Me: Searching for Tupac Shakur, Michael Eric Dyson (en) décrit sa visite de la maison de l'amie et promoteur de Tupac, Leila Steinberg, pour trouver « la mer de livres » qui appartenait au rappeur.
Tupac Shakur considérait le chanteur Don McLean et la chanteuse Kate Bush comme deux influences dans sa vie.
Il est aussi inventeur de la "Thug Life" ou réussir sa vie malgré tout et est entré également dans l'imagerie collective en restant encore une icône aujourd'hui en 2024.

## Héritage

Tupac Shakur, 1971 - 1996, dessin en hommage à l'artiste.

Après la mort de l'icône et la sortie de The Don Killuminati: The 7 Day Theory, Cormega rapporte dans une interview que les spectateurs d'un concert de Mobb Deep en Caroline du Nord scandaient « Makaveli », soulignant l'influence de cet album et de Tupac Shakur lui-même sur la East Coast au pic de la médiatisation de la « rivalité East Coast/West Coast ». Tupac est tenu en haute estime par les autres MCs. Dans le livre How to Rap, Bishop Lamont déclare que Tupac Shakur « maîtrisait tous les éléments, tous les aspects » du rap et Fredro Starr d'Onyx dit que Tupac Shakur « était un maître du flow ». « Chaque rappeur qui a grandi dans les années 1990 doit quelque chose à Tupac », écrit 50 Cent, « il ne ressemblait pas à ceux qui sont venus avant lui ». About.com nomme Tupac Shakur comme le rappeur le plus influent de tous les temps.
En 2001, Method Man et Redman, deux rappeurs ayant collaboré avec 2Pac sur l'album All Eyez on Me, sont à l'affiche de How High. Ce film rend hommage à la mort de 2Pac, en rappelant le geste des membres des Outlawz qui, après l'incinération de 2Pac, avaient mélangé une partie de ses cendres à du cannabis pour le fumer plus tard.
Pour préserver l'héritage de Tupac, sa mère fonde la Shakur Family Foundation (plus tard rebaptisée Tupac Amaru Shakur Foundation ou TASF) en 1997. Le but de la TASF est de « fournir une formation et un soutien pour les étudiants qui aspirent à améliorer leurs talents créatifs ». La TASF sponsorise des concours de dissertation, des événements de charité, des camps de spectacle vivant pour adolescents et des bourses d'études de premier cycle. Le 11 juin 2005, la fondation ouvre officiellement la Tupac Amaru Shakur Center for the Arts (en) (TASCA) à Stone Mountain.
Le 17 avril 2003, l'université Harvard coparraine un colloque universitaire intitulé All Eyez on Me: Tupac Shakur and the Search for the Modern Folk Hero (« All Eyez on Me : Tupac Shakur et la recherche du héros populaire moderne »). Les conférenciers ont examiné un large éventail de sujets traitant de l'impact de Shakur sur plusieurs thèmes, allant du divertissement à la sociologie. Cet évènement fait l'objet d'un long chapitre du roman Moi, Omega de Erwan Barillot : le personnage principal y découvre l'une des principales sources d'inspirations de Tupac Shakur, Pierre Teilhard de Chardin et sa théorie du Point Omega,,.

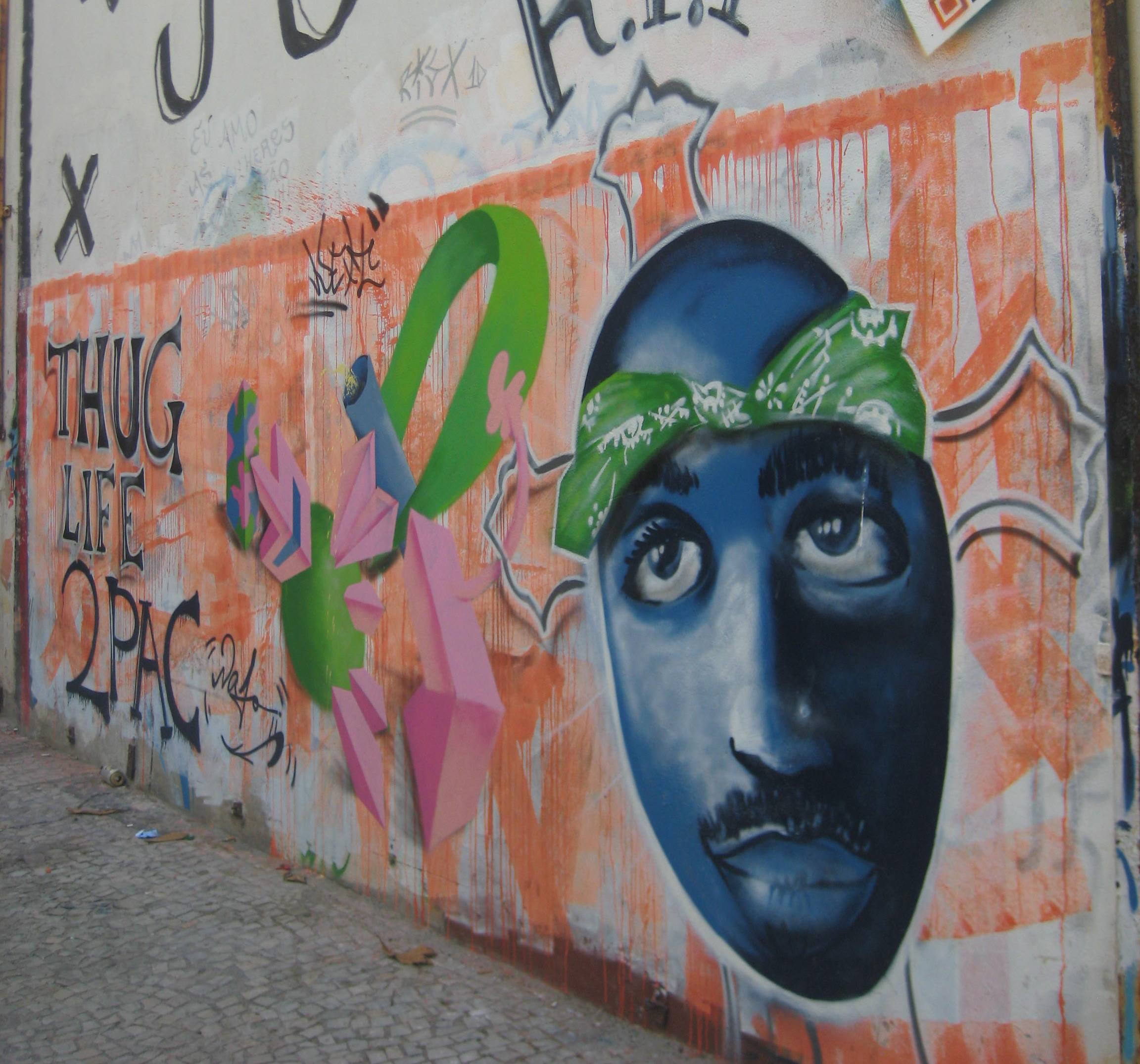
Graffiti représentant Tupac Shakur, à Rio de Janeiro, au Brésil.

Beaucoup d'intervenants ont discuté du statut et du personnage public de Tupac Shakur, dont Mark Anthony Neal (en), professeur d'anglais à l'université de Buffalo, qui a tenu la conférence Thug Nigga Intellectual: Tupac as Celebrity Gramscian dans laquelle il fait valoir que Tupac Shakur est un exemple d'« intellectuel organique » exprimant les préoccupations d'un grand nombre de personnes. Le professeur Neal indique également dans ses écrits que la mort de Shakur a laissé vacante la place de « meneur parmi les artistes hip-hop ». Murray Forman, professeur de communication à l'université du Nord-Est, a parlé du statut mythique de la vie et la mort de Tupac. Il a abordé le symbolisme et la mythologie entourant la mort de Tupac Shakur dans son discours intitulé Tupac Shakur: O.G. (Ostensibly Gone). Parmi ses conclusions, il affirme que les fans de Tupac ont « réussi à ressusciter Tupac comme une force de vie éthérée ». Dans From Thug Life to Legend: Realization of a Black Folk Hero, Emmett Price, professeur de musique à l'université du Nord-Est, compare l'image publique de Tupac Shakur à celle des arnaqueurs du folklore Afro-Américain qui ont donné lieu au stéréotype urbain du voyou de la période post-esclavagiste. Il a finalement décrit Tupac Shakur comme un « artiste prolifique », qui a été « poussé par un terrible sentiment d'urgence » dans une quête pour « unifier la pensée, le corps et l'esprit ». Michael Dyson, professeur de lettres et des études Afro-Américaines à l'université de Pennsylvanie et auteur du livre Holler If You Hear Me: Searching for Tupac Shakur, indique que Tupac Shakur « a parlé avec brio et perspicacité comme quelqu'un qui témoigne de la douleur de ceux qui n'auraient jamais sa chance. Il dit la vérité, même s'il a lutté avec les fragments de son identité ». À une conférence de Harvard, le thème était l'impact de Tupac Shakur sur le divertissement, les relations raciales, la politique et le « héros / martyr ». Fin 1997, l'université de Californie à Berkeley offre un cours dirigé par des élèves intitulé History 98: Poetry and History of Tupac Shakur.
À la fin de l'année 2003, la ligne de vêtements Makaveli Branded Clothing (en) est lancée par Afeni. En 2005, Death Row publie Tupac: Live at the House of Blues. Le DVD est enregistré le 4 juillet 1996, lors du dernier concert de la carrière de Tupac, et dispose d'une pléthore d'artistes de Death Row. En août 2006 est publiée la biographie interactive officielle Tupac Shakur Legacy (en) réalisée par Jamal Joseph (en). Elle présente des photographies inédites de la famille, des histoires intimes et plus de vingt reproductions de ses chansons manuscrites, déclarations, écrits, poèmes et autres documents personnels. Le sixième album studio posthume de Tupac Shakur, Pac's Life, est publié le 21 novembre 2006. Il célèbre le 10e anniversaire de sa mort. Il est toujours reconnu comme l'un des artistes les plus populaires dans l'industrie de la musique pour l'année 2006[réf. nécessaire].
Selon Forbes, Tupac Shakur a récolté environ 15 millions de dollars en 2008. En 2002, ils le recensent comme la dixième célébrité morte gagnant le plus d'argent avec sept millions de dollars. Le 8 décembre 2009, la chanson Changes apparaît dans la play-list officielle du Vatican, publiée sur Myspace.
La chanson de Tupac Dear Mama est l'une des 25 chansons ajoutées au registre national d'enregistrement américain en 2010. La bibliothèque du Congrès commente la chanson comme étant « un hommage émouvant à la fois à la propre mère du rappeur assassiné et à toutes les mères qui luttent pour maintenir une famille face à la toxicomanie, la pauvreté et l'indifférence de la société ». Cet honneur vient sept jours après ce qui aurait dû être son 39e anniversaire. Tupac Shakur n'est que le troisième rappeur à entrer dans la bibliothèque, après Grandmaster Flash et le groupe Public Enemy. Le 15 avril 2012, la technique du fantôme de Pepper est utilisée pour créer une projection de Tupac Shakur, qui entonne Hail Mary et 2 of Amerikaz Most Wanted avec Snoop Dogg à l'occasion du Coachella Festival. La projection vidéo est créée par la société d'effets spéciaux Digital Domain.
Une exposition consacrée à Tupac a été organisée en janvier 2022 à Los Angeles, nommée :Tupac Shakur. Wake Me When I’m Free, exposition qui consistait à explorer de manière immersive la vie et l'héritage du rappeur. En juillet 2023, une bague en or du rappeur en forme de couronne ornée de rubis et de diamants, qu'il avait dessinée et fait fabriquer sur base de son inspiration de la lecture en prison du Prince de Machiavel pour sa fiancée Kidada Jones et portant l'inscription “Pac & Dada 1996,” https://www.sothebys.com/en/buy/auction/2023/hip-hop/tupac-shakur est achetée par le rappeur canadien Drake pour plus d'un million de dollars lors d'une vente aux enchères.

## Amaru Entertainment
Amaru Entertainment est un label discographique et une société de production américaine, située à Atlanta. Cette société a été fondée par la mère du défunt rappeur, Afeni Shakur, en 1997, initialement dans le but de publier des chansons de Tupac, mort le 13 septembre 1996. Après la mort de Tupac Shakur, ce label a hérité des droits sur ses albums et son image,,,. Amaru Entertainment a publié notamment huit albums posthumes du rappeur, ainsi que le documentaire, Tupac: Resurrection sous la supervision de sa mère qui en est également la narratrice. Ce documentaire a été diffusé pour la première fois le 14 novembre 2003, et a été nommé pour l'Oscar du meilleur film documentaire lors de la 77e cérémonie des Oscars. Les bénéfices ont été versés à une association caritative créée par Afeni Shakur.

## Hommages
Une voie publique, en périphérie de la ville, nommée Tupac Lane est baptisée en son honneur à Las Vegas, la ville où il est mort. La ville de Redmond dans l'Etat de Washington baptise une de ses voies Tupac Shakur Lane.

## Discographie
| - 1991: 2Pacalypse Now - 1993 : Strictly 4 My N.I.G.G.A.Z. - 1995 : Me Against the World - 1996 : All Eyez on Me - 1996 : The Don Killuminati: The 7 Day Theory - 1997 : R U Still Down? (Remember Me) - 2001 : Until the End of Time - 2002 : Better Dayz - 2004 : Loyal to the Game - 2006 : Pac's Life - 1994 : Thug Life: Volume 1 (avec Thug Life) - 1999 : Still I Rise (avec les Outlawz) | - 1992 : Juice (B.O. du film) - 1993 : Poetic Justice (B.O. du film) - 1994 : Above the Rim (B.O. du film) - 1997 : Flics sans scrupules (B.O. du film) - 1997 : Gridlock'd (B.O. du film) - 1998 : In His Own Words (interviews, instrumentals et inédits) - 2000 : The Rose That Grew from Concrete (poèmes) - 2003 : Nu-Mixx Klazzics (album de remix) - 2003 : The Prophet: The Best of the Works - 2004 : 2Pac Live (live) - 2005 : The Rose, Vol. 2 (en) (poèmes) - 2005 : Live at the House of Blues (live) - 2005 : Thug Angel - Life Of An Outlaw Part I (document de Quincy Jones sur Tupac) - 2007 : Beginnings: The Lost Tapes 1988–1991 (album d'inédits) - 2007 : Nu-Mixx Klazzics Vol. 2 (album de remix) - 2023 : Simply 2 Pac (album de remix) |

## Filmographie
| Année | Titre                                  | Rôle                   | Notes |
| ----- | -------------------------------------- | ---------------------- | --- |
| 1991  | Tribunal fantôme (Nothing but Trouble) | Lui-même               | - Brève apparition à la fin du film - Avec Demi Moore |
| 1992  | Juice                                  | Bishop                 | - Premier rôle principal - Apparition de Samuel L. Jackson, Queen Latifah et Dr. Dre |
| 1992  | Drexell's Class (en)                   | Lui-même               | Brève apparition (Saison 1 : « Cruisin' ») |
| 1993  | Campus Show                            | Piccolo                | - Brèves apparitions (Saison 6 : « Homie, Don't You Know Me? »...) - Apparitions de Jada Pinkett Smith |
| 1993  | Poetic Justice                         | Lucky                  | Avec Janet Jackson |
| 1993  | In Living Color (en)                   | Lui-même               | - Saison 5 : Ike Turner and Hooch - Apparition de Jamie Foxx |
| 1994  | Above the Rim                          | Birdie                 | Avec Duane Martin et Marlon Wayans |
| 1996  | Bullet                                 | Tank                   | - Film sorti un mois après la mort de Tupac aux États-Unis. - Avec Mickey Rourke |
| 1997  | Gridlock'd                             | Ezekiel Spoon Whitmore | - Film sorti 4 mois après la mort de Tupac aux États-Unis. - Avec Tim Roth et Thandie Newton |
| 1997  | Flics sans scrupules (Gang Related)    | Detective Rodríguez    | - C'est le dernier film de Tupac, sorti un peu plus d'un an après sa mort. - Avec James Belushi - Une interview traduite en français sur le rôle de flic qu'il incarne est disponible sur Youtube. |
| 2009  | Notorious B.I.G.                       | Tupac Shakur           | - Film officiel sur le rival de Tupac, Chistopher Wallace alias Biggie Smalls/The Notorious B.I.G.. - Tupac est Interprété par Anthony Mackie. |
| 2017  | All Eyez on Me                         | Tupac Shakur           | Film officiel sur Tupac interprété par Demetrius Shipp Jr.. |
| 2018  | Unsolved                               | Tupac Shakur           | - Série TV dont la 1re saison est consacré aux enquêtes sur les meurtres de Tupac et Biggie. - Tupac est interprété par Marcc Rose. |
| 2018  | City of Lies                           | Lui-même               | - Adaptation cinématographique du roman LAbyrinth de Randall Sullivan (sorti en 2002) sur l’enquête des meurtres de Tupac et Biggie. - Apparition d'images des deux rappeurs ou d'acteurs interprétant leur rôles - Prévu en 2018, le film a été repoussé à cause des ennuis judiciaires de l'acteur principal Johnny Depp, qui incarne le rôle de l'inspecteur Russell Poole. |
| ????  | Live 2 Tell                            | Scénariste             | Scénario écrit par Tupac durant son séjour en prison en 1995. |

### Documentaires
- 1997 : Tupac: Thug Immortal
- 1997 : Tupac Shakur: Words Never Die (TV)
- 2001 : Tupac Shakur: Before I Wake… (Titre FR : Tupac Shakur: La Légende)
- 2001 : thelmis record .. disque platine Welcome to Death Row
- 2002 : Tupac Shakur: Thug Angel, The Life of an Outlaw
- 2002 : Biggie and Tupac
- 2002 : Tha Westside
- 2003 : 2Pac 4 Ever
- 2003 : Tupac: Resurrection
- 2004 : Tupac vs. (Titre FR : Tupac contre Shakur)
- 2004 : Tupac: The Hip Hop Genius (TV)
- 2006 : So Many Years, So Many Tears
- 2007 : Tupac: Assassination (en)
- 2009 : Tupac: Assassination II: Reckoning
- 2011 : Tupac Shakur: Thug Angel 2